# Ohotivka, Korosten
Ohotivka (în ucraineană Охотівка) este un sat în comuna Bondarivka din raionul Korosten, regiunea Jîtomîr, Ucraina.

## Demografie
Componența lingvistică a localității Ohotivka
     Ucraineană (100%)
Conform recensământului din 2001, toată populația localității Ohotivka era vorbitoare de ucraineană (100%).